# Pedro J. Acuña
Pedro J. Acuña (Chihuahua, 1986) es un narrador mexicano.

## Biografía
Nacido en Chihuahua, Chihuahua, obtuvo una licenciatura y posteriormente una maestría en filosofía por la Facultad de Filosofía y Letras de la Universidad Nacional Autónoma de México (UNAM).
Fue becario del Fondo Nacional para la Cultura y las Artes (FONCA) y de la Fundación para las Letras Mexicanas (FLM). Ha publicado en diversos medios como, Los bastardos de la uva, F.I.L.M.E., Icónica, Registromx y El portal de Toluca.
Es autor de diverso libros de narrativa y cuentos, y parte de su trabajo se encuentra incluido en distintas antologías. Entre sus publicaciones destacadas se encuentra: Imágenes/Destinos: muestra de literatura joven de México (2013), Metástasis McFly (2015), y Emergencias. Cuentos mexicanos de jóvenes talentos (2015). Actualmente se desempeña como colaborador en Tierra Adentro y es integrante de Kinotecnia Cineclub.

### Premios y reconocimientos
Fue ganador del xv Concurso Nacional de Cuento "Juan José Arreola" en 2016 por su obra La compañía de las liendres.

## Publicaciones seleccionadas

### Antologías
- Vázquez Ángeles, Jorge, ed. (2013). Imágenes/Destinos : muestra de literatura joven de México. México, D. F.: Ediciones Sin Nombre (Los Libros de la oruga) / Fundación para las Letras Mexicanas. ISBN 9786077955764.
- Chimal, Alberto (2015). Emergencias (1st edición). Mexico City: LD Books, Incorporated. ISBN 978-607-457-403-6.

### Cuentos
- Acuña, Pedro J. (2015). Metástasis Mcfly (Primeraición edición). México, D.F: Consejo Nacional para la Cultura y las Artes, Dirección General de Publicaciones. ISBN 9786078423866.
- Acuña, Pedro J. (2016). La compañía de las liendres (Primeraición edición). Guadalajara, Jalisco: Editorial Universitaria, Universidad de Guadalajara. ISBN 9786077426097.